# Округ Де Вит (Илиноис)
Округ Де Вит (енгл. De Witt County) је округ у америчкој савезној држави Илиноис.

## Демографија
По попису из 2010. године број становника је 16.561, што је 237 (-1,4%) становника мање 2000. године.
| Група             | 2000.          | 2010.          |
| Белци             | 16.303 (97,1%) | 15.855 (95,7%) |
| Афроамериканци    | 82 (0,5%)      | 87 (0,5%)      |
| Азијати           | 47 (0,3%)      | 60 (0,4%)      |
| Хиспаноамериканци | 213 (1,3%)     | 354 (2,1%)     |
| Укупно            | 16.798         | 16.561         |